# Fabrice Flamand
Fabrice Flamand, né le 9 juin 1982, est un judoka belge qui évolua d'abord dans la catégorie des moins de 60 kg (super-légers), puis dans la catégorie des moins de 66 kg (mi-légers).
Il est affilié au Royal Judo Club Visétois.

## Palmarès
Fabrice Flamand a fait plusieurs podiums dans des grands tournois internationaux et participé à des championnats d'Europe et du Monde.
 
Il a été trois fois champion de Belgique seniors :
| Chpt de Belgique | Chpt de Belgique | 2000 | 2001 | 2002 | 2003 | 2004 | 2005 | 2006 | 2007 | 2008 | 2009 |
| ---------------- | ---------------- | ---- | ---- | ---- | ---- | ---- | ---- | ---- | ---- | ---- | ---- |
| super-légers     | -60 kg           | 3e   | 3e   | -    | -    | -    | 2e   | 1er  | 1er  |      |      |
| mi-légers        | -66 kg           |      |      |      |      |      |      |      |      | -    | 1er  |